# Otto Schmeil
Otto Schmeil, né le 3 février 1860 à Grosskugel, Kabelsketal (province de Saxe) et mort le 3 février 1943 à Heidelberg, est un biologiste, pédagogue et auteur allemand. Il est considéré comme un réformateur de l'enseignement de la biologie.
Schmeil est coauteur avec Jost Fitschen de la célèbre Flora von Deutschland und seinen angrenzenden Gebieten dont la première édition paraît en 1903. Cet ouvrage de détermination de terrain, connu sous le nom de Schmeil-Fitschen, en est à sa 94e édition en 2009.